# ویتلند (مونتانا)
ویتلند (به انگلیسی: Wheatland) شهری در ایالت مونتانا کشور ایالات متحده آمریکا است که جمعیت آن در سرشماری سال ۲۰۱۰ میلادی، ۵۶۸ نفر بوده‌است.